# ギニアアブラヤシ
ギニアアブラヤシ（学名：Elaeis guineensis、英名：African oil palm またはmacaw-fat）は、パーム油の主要な供給源であるヤシ科の種である。アフリカ西部・南西部、特にアンゴラとガンビアの間の地域が原産である。種形容語のguineensisは、国名のギニアではなく、その地域の名前であるギニア地域に由来する。油ヤシは赤道20度以内の熱帯地方、中米、西インド諸島、インド洋、太平洋の島々など多くの地域で帰化している。
パーム油は、本種以外にも近縁種のアメリカアブラヤシ、遠縁のマリパヤシからも採取される。
紀元前3000年のエジプトアビドスの墓遺跡からパームオイルが発見されている。これはアラブの貿易商によってエジプトにもたらされたと考えられている。

## 歴史

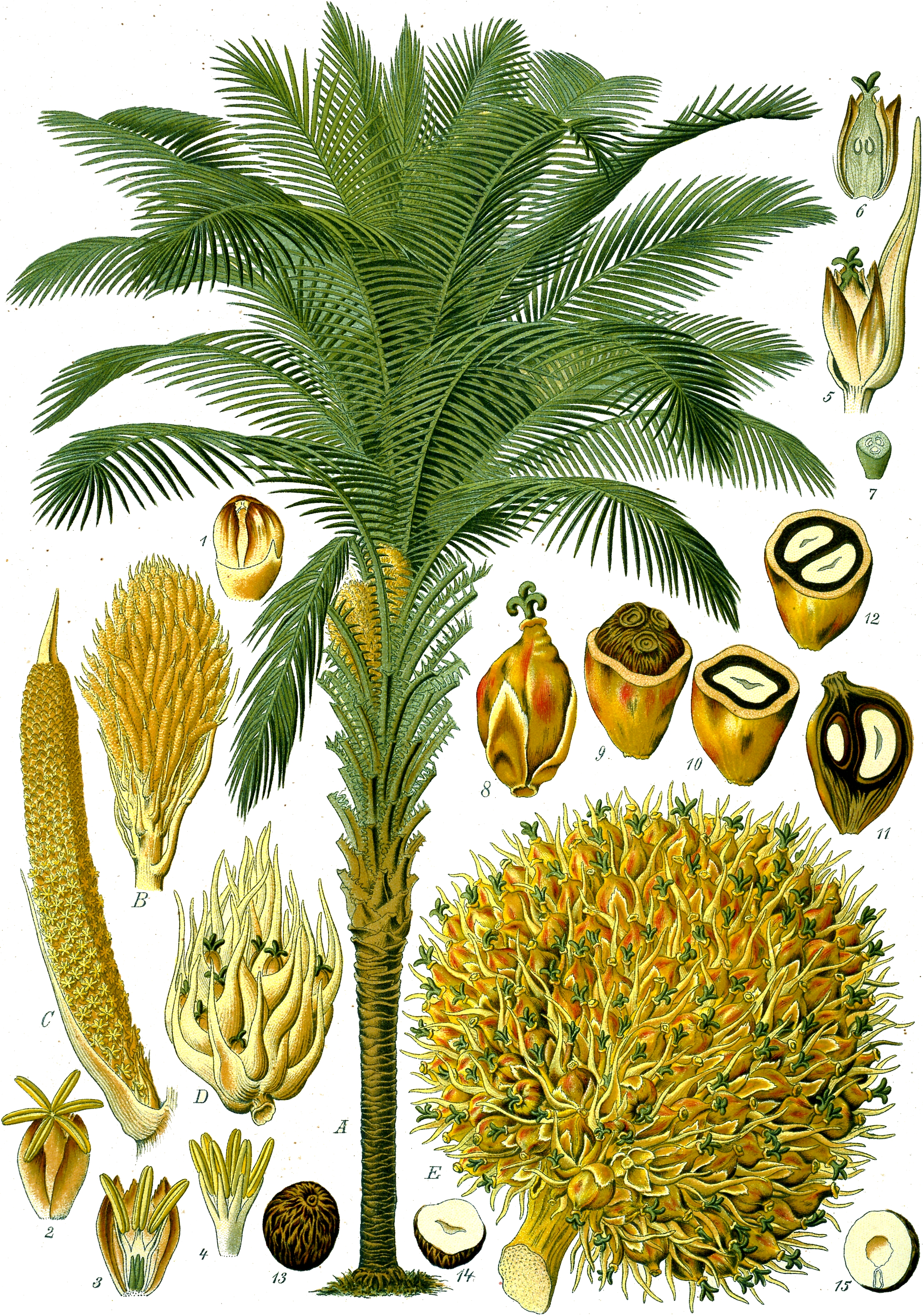
African oil palm (Elaeis guineensis)

Elaeis guineensisは、アフリカのギニア地域を原産とし、1763年にニコラウス・フォン・ジャカンによって最初に描かれた。
1848年に、ドイツ人によってジャワ島に、1910年にはスコットランド人William Simeとイギリス人銀行家Henry Darbyによって当時イギリスの植民地だったマレーシアにオイルパームが導入された。1961年に西アフリカで育った本種がナイジェリア東部からマレーシアに運ばれた。ナイジェリア南部の海岸は商品の取引に訪れたヨーロッパ人によってthe Palm oil coastと呼ばれていた。この地域は、後にthe Bight of Biafraと改名された。

## 用途

### 民間医療
伝統的なアフリカの医学では、植物の様々な部分が下剤・利尿剤、淋病、月経放散痛および気管支炎の治療薬、頭痛およびリウマチの治療、創傷の治癒促進、皮膚感染症治療、解毒剤として使用されている。

### 油
果実のパルプ（パーム油、食用油）と核（パーム核油、食品および石鹸製造に使用される）の両方から油が抽出される。果実100kgごとに、一般的に22kgのパーム油および1.6kgのパーム核油を抽出することができる。

## 栽培
世界的な生産量は、国別生産量首位であったマレーシアとインドネシアの生産拡大により右肩上がりに拡大し続けており、2000年代にはインドネシアが首位となった。その一方で無秩序なヤシ園の開発と劣悪な労働環境が問題視されるようになっており、2013年9月11日、RSPO（持続可能なパーム油のための円卓会議）によってパーム油の認証制度が設立されている。

## ヤシの病気
真菌マンネンタケ属によって引き起こされたBasal stem rot（BSR 基礎茎腐敗病？）は、マレーシアとインドネシアで最も深刻なヤシの病気である。以前のBSRに関する研究は、人工的に油ヤシに真菌を感染させなかったため発展しなかった。 マンネンタケ属はBSRと関連していると考えられたが、そのコッホの仮定を確信させる病原性の証拠は、根に接種することによって、またはゴム製のブロックを使用することによって1990年代初期に確認された。油ヤシの発芽した種子に接種することによって真菌の病原性を試験するための信頼性の高い迅速な技術が開発された。
この致命的な病気は、植え付けサイクルを繰り返した後に80％もの損失をもたらす可能性がある。マンネンタケ属は感染した木部を分解する酵素を産出するため、ヤシの上部への水や栄養素運搬に深刻な問題を引き起こす。感染した茎ははっきりとわかる。感染したヤシの茎の断面は、腐敗組織の明るい茶色の領域として現れ、その周囲の境界には不規則な形をした暗い帯がみられる。感染した組織は灰白色の粉末になり、立っている木は空洞化していく。